# Изократия
Прямая демократия (от др.-греч. ἴσος «власть народа» + κρατεῖν «власть; государство») — форма правления, при которой все граждане обладают равными политическими правами.

## История
Изократия распространяет юридическую норму изономии на политическую и экономическую системы: от равенства перед законом до равенства в управлении. Чтобы добиться этого, изократия сочетает в себе и расширяет концепцию либеральных прав и их воплощение в демократической форме правления. По утверждению зарождающегося политического движения с тем же названием, изократия включает право собственности на самого себя, подтверждённое осознанным согласием, и на природные ресурсы как источник общественных доходов.
Кроме того, изократия утверждает, что способна избежать обычно уязвимых для критики проявлений демократии (к примеру, тирании большинства и демагогии), ограничиваясь в общественном управлении общественной сферой и ограничивая частное управление сферой частной жизни. Будучи защищёной конституционными гарантиями, изократия является независимой от капризов общественного мнения, светской, республиканской формой правления, не допускающей дискриминации на основе расы, пола и т. д.
С точки зрения организационной структуры, изократия выступает за федералистскую сеть и мютюэлистский экономический порядок. Заявляя, что армия и полиция являются орудием господствующих классов, изократия также утверждает, что общественный порядок, оборона и аварийные службы могут быть обеспечены разнообразными народными дружинами (милицией).
Сочетание этих особенностей привело сторонников изократии к утверждению, что они представляют «лучшие элементы современных традиций либеральной, социалистической и анархической мысли».
Первое упоминание этого термина засвидетельствовано в 1845 году, когда преподобный Сидней Смит выразил несогласие с идеей равноправия для «всех слоёв общества»; Смит заметил, что молодые не должны иметь такой же власти как старики, и назвал «изократами» сторонников избирательных и политических прав женщин, что считалось в то время экстремистской позицией. Первое использование термина в контексте политической организации было предпринято Грантом Алленом в процессе создания Независимой рабочей партии (англ. Independent Labour Party), выступавшей за равные права для граждан. Исторически НРП соединяла позиции либерализма, рыночного социализма и защиты кооперативных сообществ:

Мы верим в силы народа и его власть; в правление людей, людьми и для людей. В равенство, в буквальном смысле слова — изократию.
Оригинальный текст (англ.)We believe in the strength and the rule of the people; in government of the People, by the People and for the People. Equality is the literal meaning of the word Isocracy

Австралийская инкорпорированная ассоциация Isocracy Network Inc. продолжает традицию либертарного и кооперативного социализма в качестве участника международного Альянса Либертарных Левых. Некоторое время также существовал комитет по созданию Изократической партии Канады (с официальным сайтом isocraticcanada.com), но, вероятно, эта инициатива прекратила существование.
Грек-киприот Крис Неофиту (греч. Κρις Νεοφύτου) предлагает более консервативную концепцию изократии, которая предполагает расширение либеральной демократии массовым электронным голосованием.